# 두티 (프로게이머)
두티(본명: 최두성, 1991년 11월 3일 ~ )는 대한민국의 전직 리그 오브 레전드 프로게이머이다. 프로게임단 지도자로도 활동했다. 선수 시절 포지션은 AD 캐리, 아이디는 DooTi였다. 현재 리브 샌드박스 2군 코치를 맡고 있다. 과거 Benedict라는 아이디를 사용했다.

## 선수 시절
2017년 1월, 팀 배틀코믹스에 입단하면서 커리어를 시작했다.
2017시즌 종료 후 팀에서 퇴단했다.

## 지도자 생활
2019년 4월, 샌드박스 게이밍의 아카데미팀 코치로 부임했다.
2021시즌을 앞두고 2군팀 코치로 승격되었다.

## 소속팀
| # | 팀명          | 소속 기간             | 소속 리그 | 비고 |
| - | ------------- | --------------------- | --------- | ---- |
| 1 | 팀 배틀코믹스 | 2017.01.04~2017.11.20 | CK        |      |

### 지도자
| # | 팀명            | 직책            | 소속 기간             | 소속 리그 | 비고 |
| - | --------------- | --------------- | --------------------- | --------- | ---- |
| 1 | 샌드박스 게이밍 | 아카데미팀 코치 | 2019.04.19~2020.11.17 | LCK       |      |
| 2 | 리브 샌드박스   | 2군 코치        | 2020.11.17~           | LCK       |      |